# 井岡山市
井岡山市（せいこうざん-し）は中華人民共和国江西省吉安市に位置する県級市。江西省の南西に位置し、羅霄山脈の中ほどにある井岡山を擁する。1927年に中国共産党が革命根拠地を創設したとされる井岡山革命根拠地があることで知られる。

## 行政区画
- 街道:紅星街道
- 鎮:廈坪鎮、竜市鎮、古城鎮、新城鎮、茅坪鎮、茨坪鎮、拿山鎮、碧渓鎮、羅浮鎮
- 郷:黄垇郷、光明郷、柏露郷、葛田郷、睦村郷、東上郷

## 交通

### 鉄道
- 中国鉄路総公司
  - 吉衡線
    - 井岡山駅、竜市駅

### 道路
- 高速道路
  - 泰井高速道路
- 国道
  - G220国道
  - G319国道

## 観光
- 井岡山
- 井岡山革命根拠地：

## 教育機関

### 大学
- 江西軟件職業技術大学[2][3] （所在地:江西省井岡山市拿山鎮長路村紅軍大道88号）